# Bröllopet mellan Gustav III och Sofia Magdalena
Bröllopet mellan arvprins Gustav, sedermera Gustav III, och prinsessan Sofia Magdalena av Danmark ägde rum i Stockholms slott den 4 november 1766. 

## Arrangemanget mellan makarna

Porträtt av Sofia Magdalena 1766. Målades av Carl Gustaf Pilo för kronprins Gustavs räkning några månader före bröllopet.

Brudparet var tjugo år gamla när de ingick äktenskap men hade i praktiken varit förlovade sedan 1751 när de var fem år gamla. Först den 3 april 1766 ägde offentliggörandet av den gjorda överenskommelsen samtidigt rum i Sverige och Danmark. Eklateringen firades med uppvaktningar och festmåltider vid båda hoven, och den stora allmänheten tog emot den glädjande nyheten med jubel.   Bakom föreningen låg förhoppningar om att stärka de dansk-svenska förbindelserna och få ett slut på den gamla osämjan.

## En första vigselakt
En första vigselakt hade traditionsenligt ägt rum mellan prinsessan och en ställföreträdande brudgum i Christiansborgs slottskyrka i början av oktober. Detta var närmast att likna vid en sorts juridisk akt där förhållandena som överenskommits mellan de kungliga familjerna bekräftades.

## Ankomsten till Sverige
Brudparet träffades för första gången den 8 oktober 1766 då kronprins Gustav tog emot Sofia Magdalena som anlände till Helsingborg i en slup med 36 roddare. Den 4 november togs den kungliga bruden emot i den svenska huvudstaden genom ett högtidligt intåg. I den långa processionen färdades prinsessan i en förgylld statskaross, dragen av hennes egna medförda hästar, åtta morenkoppar - skimlar med mörka huvuden. Karossen var en normalstor fyrsitsig sjuglasvagn som senare kom att förlängas så som vi ser den idag i Livrustkammaren. Vid Norrtullsgatan hälsades hon av en stor äreport med texten: Prinsessa, dyra skänk utav Försynens hand! Välkommen till ditt folk! Välkommen till ditt land! Kronprinsens vagn rullade i processionen tom. Han väntade på trappan till Kungliga Slottet för att ta emot sin brud.
Vid ankomsten till Slottet eskorterade kronprinsen henne till sina föräldrar, först till drottning Lovisa Ulrika och sedan till kung Adolf Fredrik. Under tiden avlossades 256 kanonskott. Efter en stilla middag fördes brudparet på eftermiddagen till sina respektive våningar där de bytte om inför vigselakten. 

## Bröllopsdräkterna

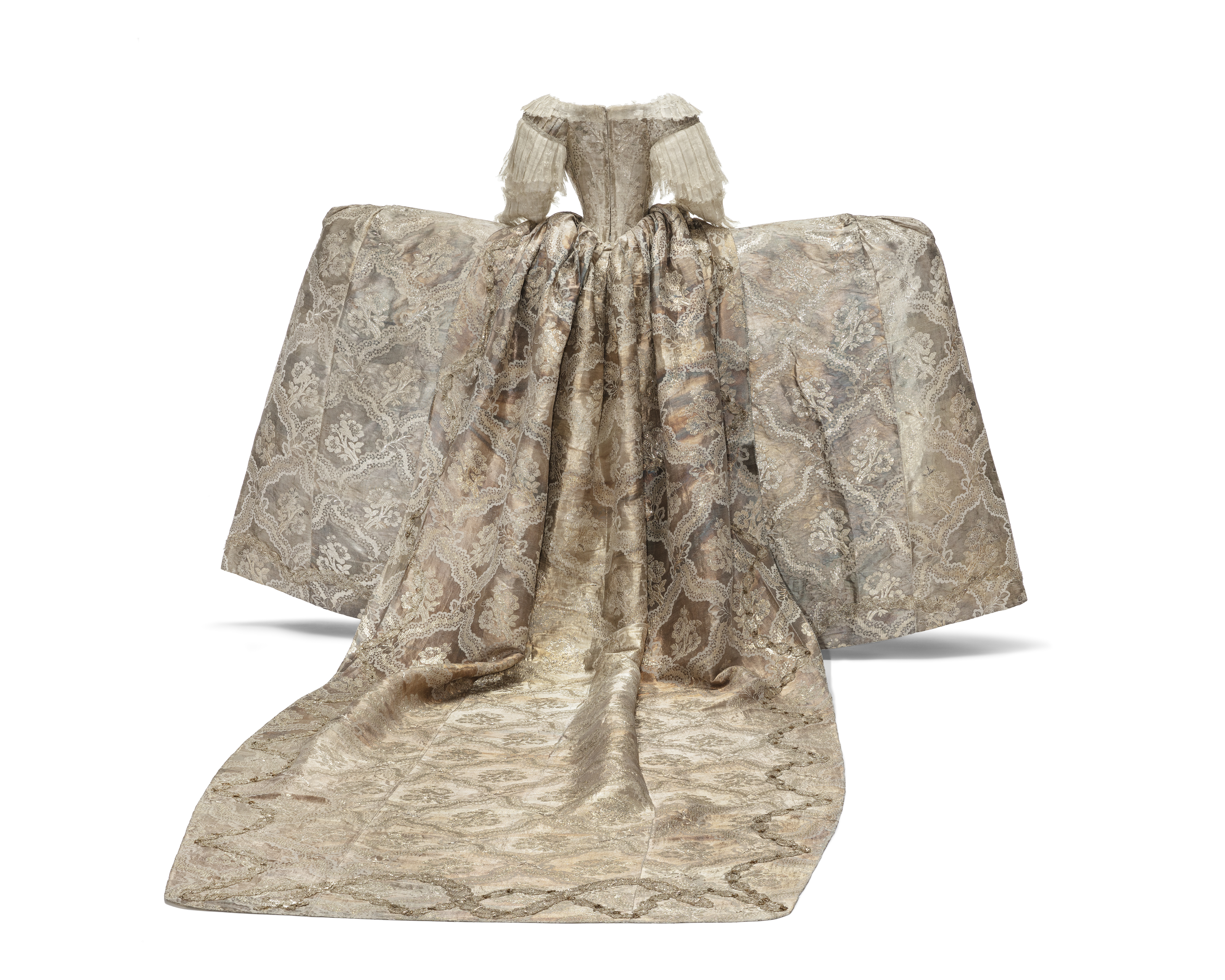
Sofia Magdalenas bröllopsdräkt. Finns att se i Livrustkammaren.

Kronprinsens brudgumsdräkt är sydd i ett pärlemorskimrande silvertyg. Att bära en vit eller silverskimrande bröllopsdräkt blev ett furstligt mode i Europa på 1500-talet. Färgen symboliserade oskuld och renhet och ansågs återspegla det gudomliga ljuset. Dräkten är tillskuren efter rokokons åtsmitande herrmode och består av rock, väst och knäbyxor. Rockens kanter och ficklock är dekorerade med guldbroderi, guldpaljetter och blå metallfolie i form av strålande solar och blåskimrande moln. Även framstyckena på västen har ett slingrande rokokobroderi. Det var viktigt att västens broderi syntes - det var en del av dräkten - och rocken bars därför öppen. De stora rockknapparna hade ingen praktisk funktion utan var snarast att likna vid smycken med sina guldbroderier och guldpaljetter.
Dräkten hade beställts i Paris av den svenska ambassadören greve Gustav Philip Creutz. Denne var känd för sin goda smak och att informera om modet vid det franska hovet ingick i hans arbetsuppgifter. För att klara av de svenska beställningarna inför bröllopet arbetade 40 personer dag och natt i nästan fyra veckors tid. Innan de färdigbroderade dräktdelarna skickades till Sverige för vidare sömnadsarbete beundrades de av hela Paris - för något så vackert hade man inte sett förut meddelade Creutz stolt. Även Sofia Magdalenas silverskimrande brudklänning kom att beundras i förväg. Under ett par dagar i september fick Köpenhamns invånare möjlighet att beskåda och imponeras av brudutstyrseln och de många föremålen som ingick i hennes omfattande utrustning - trousseau - vilken i förseglade kistor skulle fraktas på 50 hästdragna vagnar direkt till Stockholm.
Sofia Magdalenas brudklänning är en robe de cour, en hovklänning, sydd av hennes livskräddare Johan Adam Ströwer efter fransk förebild och dekorerad med knypplade silverspetsar. Materialet är silverbrokad med ett mönster av små girlander med blommor och blad. Modellen karaktäriseras av ett stelt liv, en bred kjol med extrem vidd över höfterna och ett ca tre meter långt släp som häktas fast med hakar i livet. Det hårt snörda livet pressade ihop och lyfte upp bysten, samtidigt som midjan framhävdes. Kvinnoidealet föreskrev vid denna tid hög byst, rak rygg och en smal midja - något som den unga prinsessan väl levde upp till. Korsettens midjemått är endast 53,5 centimeter. Under kjolen bars en hård ställning, en s.k. panier.
Deras exklusiva bröllopsdräkter har båda bevarats i Livrustkammaren.

## Bröllopet
Då brudparet hade klätts eskorterades brudgummen högtidligen till kungens rum och brudens till drottningens. Kronprinsen åtföljd av kungen och sina båda bröder tågade sedan i procession för att ledsaga bruden till slottskyrkan där vigselakten ägde rum. Efter vigselakten, vid tiotiden på kvällen, intog det nya kronprinsparet Gustav och Softa Magdalena en aftonmåltid i Rikssalen, följd av fackeldans som varit brukligt ända sedan Erik XIV:s tid. När dansen var över fördes kronprinsessan till sin sängkammare där hon avkläddes av drottningen och kronprinsens syster prinsessan Sofia Albertina, alltmedan Gustav fick på sig sin nattrock. Han leddes senare till sängkammarens dörr av sin fader kungen, sina bröder och alla hovkavaljerer.

## Bildgalleri

Gustav III:s bilägersdräkt
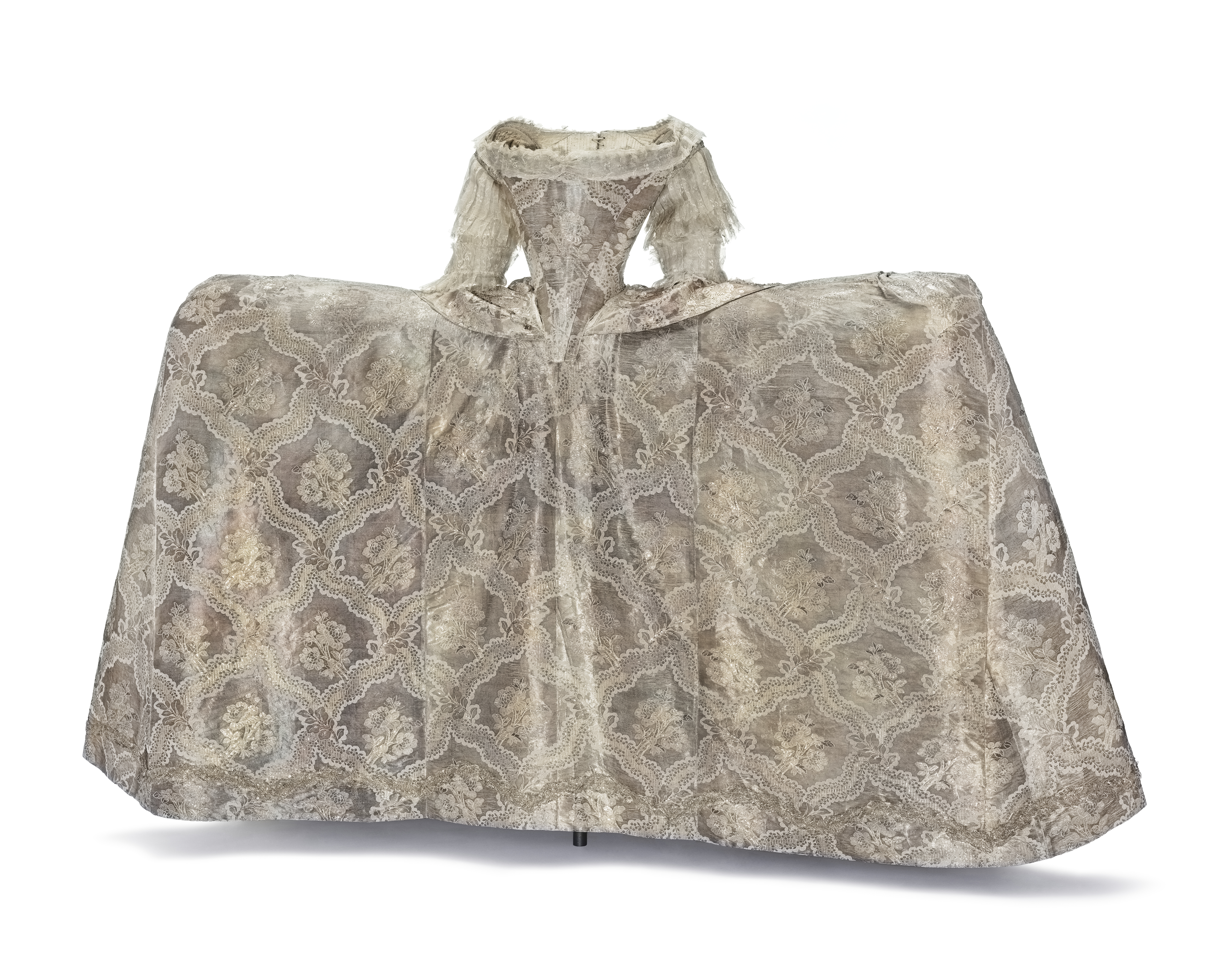
Sofia Magdalenas bröllopsklänning.
Statsvagnen som användes vid bröllopet
Detalj av Sofia Magdalenas bilägersdräkt.